# Taylor Fritz
Taylor Harry Fritz (Rancho Santa Fe, Califòrnia, 28 d'octubre de 1997) és un tennista professional estatunidenc.
Ha sigut el segon tennista estatunidenc més ràpid arribar a una final ATP, assolint la feta en el seu tercer torneig professional l'any 2016. En el seu palmarès hi ha quatre títols individuals.

## Biografia
Fill de Guy Fritz i Kathy May, ambdós van ser tennistes professionals i la seva mare va arribar al Top 10. Té dos germans més grans anomenats Chris i Kyle.
Es va casar amb Raquel Pedraza el 7 de juliol de 2016, quan encara no havia complert els vint anys, i poc després van tenir un fill, Jordan (2017). El matrimoni va divorciar-se a finals de 2019.
L'any 2015 va disputar dues finals de Grand Slam en categoria júnior, imposant-se en el US Open, i fou nomenat ITF Junior World Champion després d'acabar la temporada al capdamunt del rànquing individual júnior.

## Torneigs de Grand Slam

### Individual: 1 (0−1)
| Resultat  | Núm. | Any  | Torneig | Oponent       | Marcador      |
| --------- | ---- | ---- | ------- | ------------- | ------------- |
| Finalista | 1.   | 2024 | US Open | Jannik Sinner | 3−6, 4−6, 5−7 |

## Palmarès

### Individual: 17 (10−7)
| Llegenda                          |
| --------------------------------- |
| Grand Slams (0−1)                 |
| ATP Finals (0−0)                  |
| ATP World Tour Masters 1000 (1−0) |
| ATP World Tour 500 (1−1)          |
| ATP World Tour 250 (8−5)          |

| Títols per superfície |
| --------------------- |
| Dura (5−6)            |
| Gespa (5−0)           |
| Terra batuda (0−1)    |

| Resultat  | Núm. | Data                  | Torneig                    | Superfície   | Oponent            | Marcador            |
| --------- | ---- | --------------------- | -------------------------- | ------------ | ------------------ | ------------------- |
| Finalista | 1.   | 14 de febrer de 2016  | Memphis, Estats Units      | Dura         | Kei Nishikori      | 4−6, 4−6            |
| Guanyador | 1.   | 29 de juny de 2019    | Eastbourne, Regne Unit     | Gespa        | Sam Querrey        | 6−3, 6−4            |
| Finalista | 2.   | 29 de juliol de 2019  | Atlanta, Estats Units      | Dura         | Alex de Minaur     | 3−6, 6−7(2)         |
| Finalista | 3.   | 4 d'agost de 2019     | Los Cabos, Mèxic           | Dura         | Diego Schwartzman  | 6−7(6), 3−6         |
| Finalista | 4.   | 29 de febrer de 2020  | Acapulco, Mèxic            | Dura         | Rafael Nadal       | 3−6, 2−6            |
| Finalista | 5.   | 31 d'octubre de 2021  | Sant Petersburg, Rússia    | Dura (i)     | Marin Čilić        | 6−7(3), 6−4, 4−6    |
| Guanyador | 2.   | 20 de març de 2022    | Indian Wells, Estats Units | Dura         | Rafael Nadal       | 6−3, 7−6(5)         |
| Guanyador | 3.   | 25 de juny de 2022    | Eastbourne (2)             | Gespa        | Maxime Cressy      | 6−2, 6−7(4), 7−6(4) |
| Guanyador | 4.   | 9 d'octubre de 2022   | Tòquio, Japó               | Dura         | Frances Tiafoe     | 7−6(3), 7−6(2)      |
| Guanyador | 5.   | 19 de febrer de 2023  | Delray Beach, Estats Units | Dura         | Miomir Kecmanović  | 6−0, 5−7, 6−2       |
| Guanyador | 6.   | 30 de juliol de 2023  | Atlanta                    | Dura         | Aleksandar Vukic   | 7−5, 6−7(5), 6−4    |
| Guanyador | 7.   | 18 de febrer de 2024  | Delray Beach (2)           | Dura         | Tommy Paul         | 6−2, 6−3            |
| Finalista | 6.   | 21 d'abril de 2024    | Múnic, Alemanya            | Terra batuda | Jan-Lennard Struff | 5−7, 3−6            |
| Guanyador | 8.   | 29 de juny de 2024    | Eastbourne (3)             | Gespa        | Max Purcell        | 6−3, 6−4            |
| Finalista | 7.   | 8 de setembre de 2024 | US Open, Estats Units      | Dura         | Jannik Sinner      | 3−6, 4−6, 5−7       |
| Guanyador | 9.   | 15 de juny de 2025    | Stuttgart, Alemanya        | Gespa        | Alexander Zverev   | 6−3, 7−6(0)         |
| Guanyador | 10.  | 28 de juny de 2025    | Eastbourne (4)             | Gespa        | Jenson Brooksby    | 7−5, 6−1            |

### Dobles masculins: 4 (0−4)
| Llegenda                          |
| --------------------------------- |
| Grand Slams (0−0)                 |
| Jocs Olímpics Bronze (1)          |
| ATP Finals (0−0)                  |
| ATP World Tour Masters 1000 (0−0) |
| ATP World Tour 500 (0−3)          |
| ATP World Tour 250 (0−1)          |

| Títols per superfície |
| --------------------- |
| Dura (0−2)            |
| Gespa (0−2)           |
| Terra batuda (0−0)    |

| Resultat  | Núm. | Data                 | Torneig                      | Superfície   | Parella            | Oponents                          | Marcador            |
| --------- | ---- | -------------------- | ---------------------------- | ------------ | ------------------ | --------------------------------- | ------------------- |
| Finalista | 1.   | 5 d'agost de 2018    | Los Cabos, Mèxic             | Dura         | Thanasi Kokkinakis | Marcelo Arévalo M.Á. Reyes-Varela | 4−6, 4−6            |
| Finalista | 2.   | 27 d'octubre de 2019 | Basilea, Suïssa              | Dura (i)     | Reilly Opelka      | Jean-Julien Rojer Horia Tecău     | 5−7, 3−6            |
| Finalista | 3.   | 25 de juny de 2023   | Londres, Regne Unit          | Gespa        | Jiří Lehečka       | Ivan Dodig Austin Krajicek        | 4−6, 7−6(5), [3−10] |
| Finalista | 4.   | 23 de juny de 2024   | Londres (2)                  | Gespa        | Karén Khatxànov    | Neal Skupski Michael Venus        | 6−4, 6−7(5), [8−10] |
| Guanyador | −    | 3 d'agost de 2024    | Jocs Olímpics, París, França | Terra batuda | Tommy Paul         | Tomáš Macháč Adam Pavlásek        | 6−3, 6−4            |

### Equips: 1 (1−0)
| Resultat  | Núm. | Data               | Torneig                       | Superfície | Equip                                                                    | Oponents                                                                                 | Marcador |
| --------- | ---- | ------------------ | ----------------------------- | ---------- | ------------------------------------------------------------------------ | ---------------------------------------------------------------------------------------- | -------- |
| Guanyador | 1.   | 5 de gener de 2025 | United Cup, Sydney, Austràlia | Dura       | Danielle Collins Robert Galloway Coco Gauff Desirae Krawczyk Denis Kudla | Maja Chwalińska Hubert Hurkacz Kamil Majchrzak Alicja Rosolska Iga Świątek Jan Zieliński | 2−0      |

## Trajectòria

### Individual
| Open d'Austràlia | A    | A   | 1R    | 1R    | Q2    | 3R    | 3R    | 3R    | 4R | 2R | QF | 0 / 8     | 14 – 8    |
| Roland Garros | A    | A   | 1R    | A     | 1R    | 2R    | 3R    | 2R    | 2R | 3R |    | 0 / 7     | 7 – 7     |
| Wimbledon | A    | A   | 1R    | 1R    | 2R    | 2R    | NC    | 3R    | QF | 2R |    | 0 / 7     | 9 – 7     |
| US Open | Q1   | Q1  | 1R    | 2R    | 3R    | 1R    | 3R    | 2R    | 1R | QF |    | 0 / 8     | 10 – 8    |
| Total Victòries–Derrotes                                                                                                   | 0−0  | 1−1 | 15−22 | 13−13 | 23−20 | 31−30 | 14−15 | 34−22 |    |    |    | 136 – 125 | 136 – 125 |
| Rànquing a final d'any | 1149 | 174 | 76    | 104   | 50    | 32    | 29    | 23    |    |    |    |           |           |
| Llegenda: G: Guanyador; F: Finalista; SF: Semifinalista; QF: Quarts de final; Q: Qualificació; A: Absent; RR: Round Robin; |      |     |       |       |       |       |       |       |    |    |    |           |           |

## Guardons
- ITF Junior World Champion (2015)
- ATP Star of Tomorrow (2016)